# États confédérés d'Amérique
Pour les articles homonymes, voir ECA, CSA et Confédération.
4 février 1861 – 5 mai 1865
(4 ans, 3 mois et 1 jour)
en vert moins foncé, la Virginie-Occidentale (faisant originellement partie de la Virginie, et constituée comme État de l'Union durant la guerre) ;

en vert clair, les États et territoires ayant été au moins partiellement occupés de façon significative pendant la guerre de Sécession ;

Entités précédentes :
- Caroline du Sud (1860)
- Mississippi (1861)
- Floride (1861)
- Alabama (1861)
- Géorgie (1861)
- Louisiane (1861)
- Texas (1861)

Entités suivantes :
- États-Unis

Les États confédérés d'Amérique (en anglais : Confederate States of America, CSA, surnommés la Confédération, en anglais the Confederacy) étaient une confédération d'États du Sud des États-Unis, indépendante et autoproclamée, née de la sécession de ces États sudistes du reste des États-Unis. La confédération a existé de 1861 à 1865 avant d'être réintégrée au sein des États-Unis après la fin de la guerre de Sécession.
Le reste des États-Unis, demeuré fédéral, fut surnommé l'Union tant que dura la Confédération.
La sécession et la création de la Confédération entraînèrent immédiatement l'entrée de celle-ci dans la guerre avec l'Union, lorsqu'elle chercha à maîtriser les troupes et installations fédérales présentes sur son territoire. La réaction militaire de l'Union entraina la sécession de quatre autres États qui rejoignirent les sept États de la Confédération initiale.
À cause de la guerre entre la Confédération et l'Union et de la modification incessante de la carte des territoires conquis par l'une ou l'autre, il n'y eut jamais de délimitation définitive de la frontière, mais la limite sud de la Confédération fut identique à la frontière fédérale initiale avec le Mexique.
Dans le langage courant, les États confédérés d'Amérique sont simplement appelés « la Confédération » ou « le Sud ». Ses partisans et les soldats confédérés sont appelés « sudistes », mais les habitants de l'Union les désignaient sous le nom de « rebelles ».
La Ligue du Sud fondée en 1994, les Fils des vétérans confédérés fondés en 1896, et d'autres organisations néo-confédérées continuent de défendre la sécession des 11 États confédérés.

## Formation

Évolution des États confédérés d'Amérique et États rattachés aux États-Unis entre 1861 et 1870.

La création des États confédérés fut une réaction politique à une volonté de réforme de l'esclavage par le gouvernement fédéral après qu'Abraham Lincoln fut élu président des États-Unis en 1860 en s'appuyant sur un programme opposé à l'extension de l'esclavage. La création de la confédération résulta de l'existence de deux cultures aux États-Unis : celle du Nord, plus industrialisée, et celle du Sud, dominée par l'agriculture basée principalement sur l'esclavage.
Sept États esclavagistes du Sud choisirent de faire sécession des États-Unis avant de former les États confédérés d'Amérique le 4 février 1861 :
- la Caroline du Sud (20 décembre 1860) ;
- le Mississippi (9 janvier 1861), puis brièvement république du Mississippi ;
- la Floride (10 janvier 1861) ;
- l'Alabama (11 janvier 1861) ;
- la Géorgie (19 janvier 1861) ;
- la Louisiane (26 janvier 1861) ;
- le Texas (1er février 1861).

Le jour suivant, Jefferson Davis fut désigné pour en être le premier président. Ces sept États s'emparèrent alors des installations militaires et navales de l'État fédéral américain sur leurs territoires, poussant le gouvernement fédéral à déployer des troupes pour mettre un terme à la mise en place du nouvel État, marquant ainsi le début de la guerre de Sécession.
À la suite de l'appel à la mobilisation du président Lincoln, quatre autres États et un territoire firent sécession ; la Virginie (17 avril 1861), l'Arkansas (6 mai 1861), le Tennessee (7 mai 1861), la Caroline du Nord (20 mai 1861) ainsi que l'Arizona confédéré (mars 1861), un territoire qui comprenait une partie de l'actuel Arizona et du Nouveau-Mexique.
Dans deux États, des factions prosécessionnistes formèrent des gouvernements confédérés, alors même que le gouverneur et le Sénat local s’étaient prononcés en faveur du maintien dans l'Union :
- le Missouri (31 octobre 1861) ;
- le Kentucky (20 novembre 1861).

La formation des États confédérés d'Amérique précipita la guerre de Sécession en 1861, et la plupart des combats eurent lieu sur leur territoire. Un autre élément déclencheur fut le bombardement du Fort Sumter dans la baie de Charleston (Caroline du Sud) tenu par les forces de l'Union, puis sa reddition.
Les États confédérés furent vaincus en 1865 ; exclus de l'Union, ces États ont réintégré l'Union dans un processus achevé en 1870, avec la réintégration de la Géorgie dans l'Union.

## Constitution
La Confédération fonctionna sous le régime d'une Constitution provisoire du 8 février au 11 mars 1861. Sa loi fondamentale, la Constitution des États confédérés d'Amérique, fut adoptée à cette date et demeura en vigueur jusqu'au terme de la guerre de Sécession.

## Gouvernement

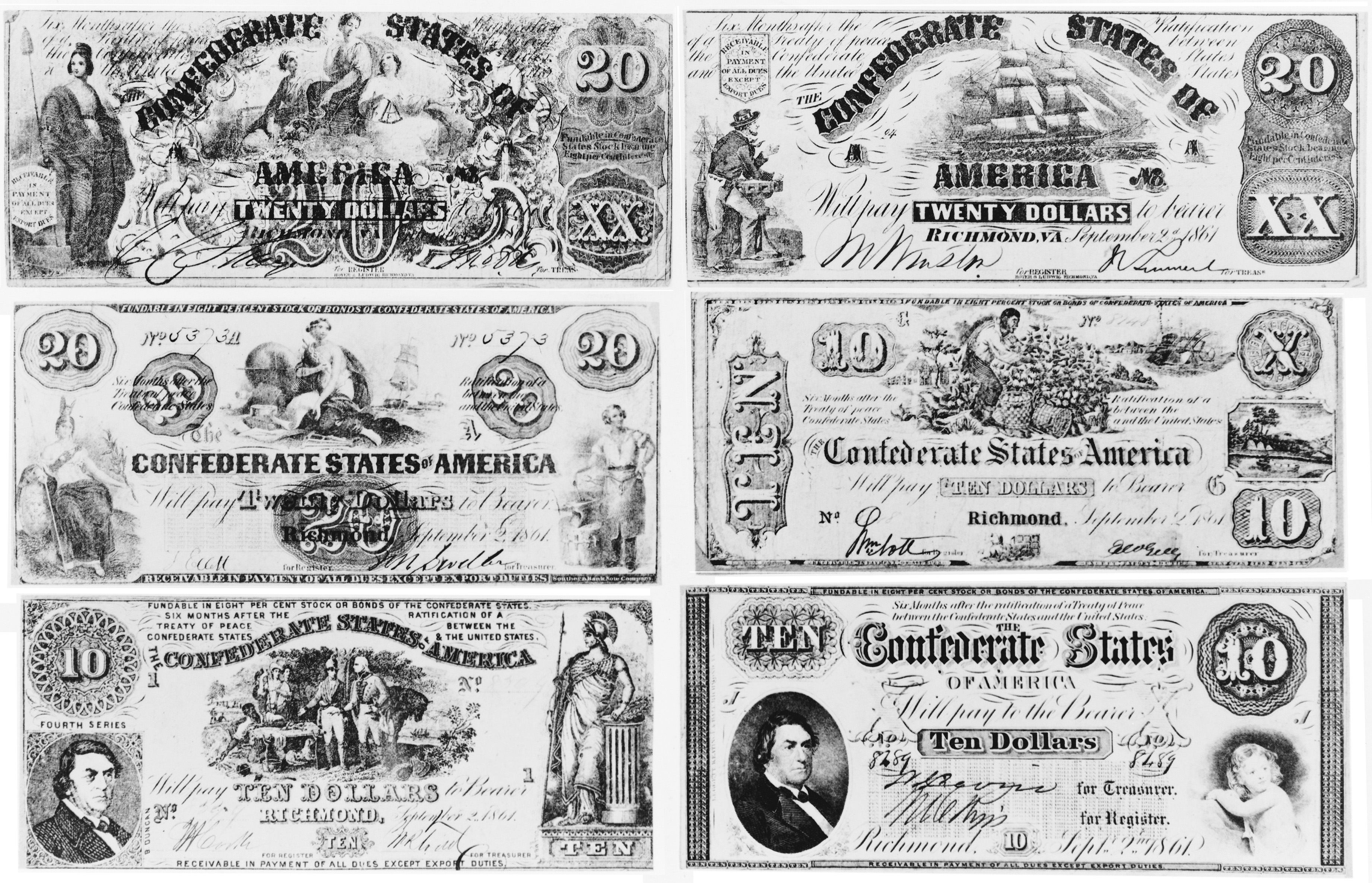
Trois billets de dix dollars et trois de vingt dollars de la Confédération.

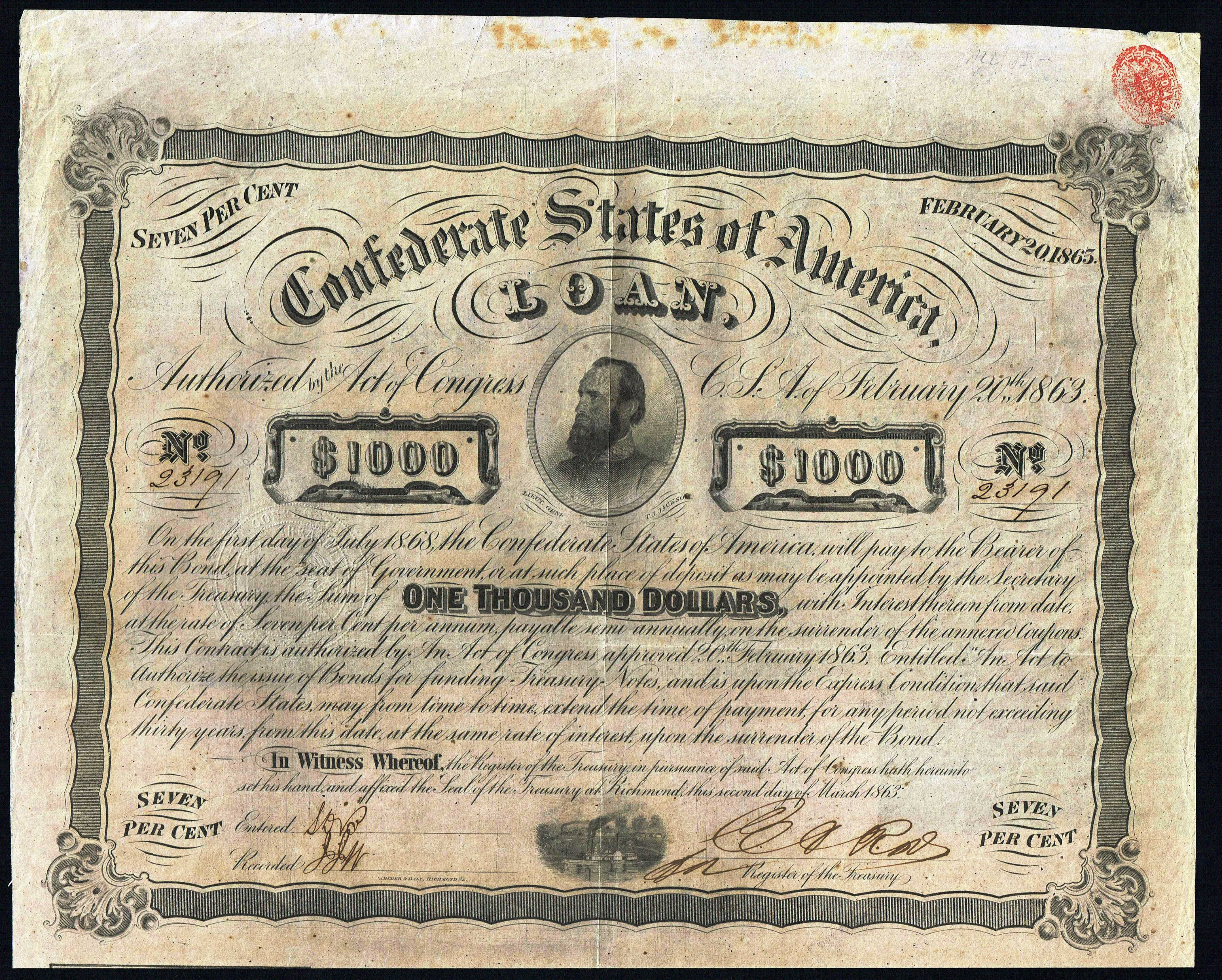
Obligation des États confédérés d'Amérique en date du 2 mars 1863, vignette avec Thomas Jonathan Jackson.

Son premier et seul président est Jefferson Davis qui déclara la fondation de l'État le 4 février 1861. Les États confédérés d'Amérique connurent trois capitales : Montgomery en Alabama, du 4 février 1861 au 29 mai 1861, la capitale fut ensuite déplacée à Richmond en Virginie le 6 mai 1861. Peu avant la fin de la guerre de Sécession, le gouvernement évacua Richmond dans l'objectif de s'installer au sud d'Atlanta en Géorgie ou à Columbia en Caroline du Sud, mais entre-temps le général Lee se rendit aux troupes unionistes à Appomattox. Du 3 au 10 avril 1865, Danville en Virginie servit de dernière capitale.
Bien que certaines sources secondaires aient affirmé que le duché de Saxe-Cobourg et Gotha fut le seul État à avoir reconnu les États confédérés d’Amérique durant la guerre de Sécession, cette affirmation ne repose sur aucune preuve diplomatique formelle.
En réalité, aucun État souverain n’a officiellement reconnu la Confédération comme entité indépendante sur le plan du droit international. Le duc Ernest II de Saxe-Cobourg et Gotha aurait pu exprimer une certaine sympathie politique ou idéologique envers la cause sudiste, mais aucun acte officiel de reconnaissance diplomatique — tel qu’un traité, l’établissement de relations consulaires, ou l’accueil d’un représentant confédéré — n’a été établi par le duché,,.
La Confédération fut toutefois reconnue comme belligérante par plusieurs puissances européennes, notamment le Royaume-Uni et la France, ce qui impliquait le respect de certaines règles de neutralité sans pour autant constituer une reconnaissance d’indépendance.
| Fonction               | Nom                        | Période   |
| ---------------------- | -------------------------- | --------- |
|                        |                            |           |
| Président              | Jefferson Davis            | 1861-1865 |
| Vice-président         | Alexander Stephens         | 1861-1865 |
|                        |                            |           |
| Secrétaire d'État      | Robert Toombs              | 1861      |
| Secrétaire d'État      | Robert M. T. Hunter        | 1861-1862 |
| Secrétaire d'État      | Judah Benjamin             | 1862-1865 |
| Secrétaire au Trésor   | Christopher Memminger (en) | 1861-1864 |
| Secrétaire au Trésor   | George Trenholm (en)       | 1864-1865 |
| Secrétaire au Trésor   | John H. Reagan             | 1865      |
| Secrétaire à la Guerre | Leroy Pope Walker          | 1861      |
| Secrétaire à la Guerre | Judah Benjamin             | 1861-1862 |
| Secrétaire à la Guerre | George Wythe Randolph      | 1862      |
| Secrétaire à la Guerre | James Seddon               | 1862-1865 |
| Secrétaire à la Guerre | John Cabell Breckinridge   | 1865      |
| Secrétaire à la Marine | Stephen Mallory            | 1861-1865 |
| Secrétaire aux Postes  | John H. Reagan             | 1861-1865 |
| Procureur général      | Judah Benjamin             | 1861      |
| Procureur général      | Thomas Bragg               | 1861-1862 |
| Procureur général      | Thomas H. Watts            | 1862-1863 |
| Procureur général      | George Davis               | 1864-1865 |

## Législature
Le pouvoir législatif était détenu par le Congrès des États confédérés.

## Forces armées

Étendard des troupes confédérées.

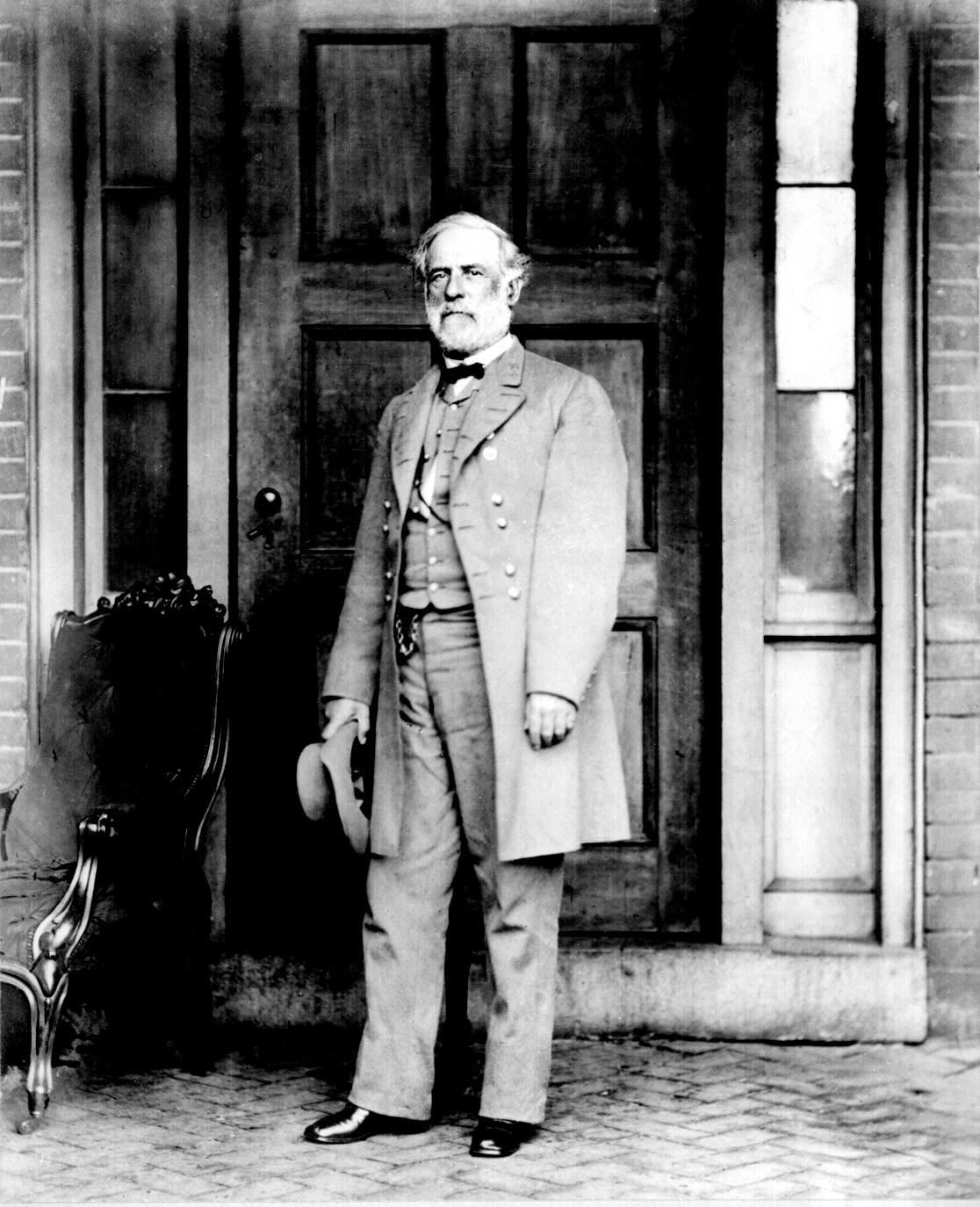
Robert Lee

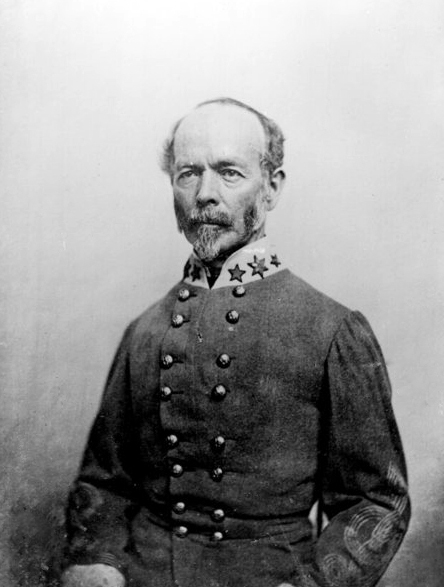
Joseph E. Johnston

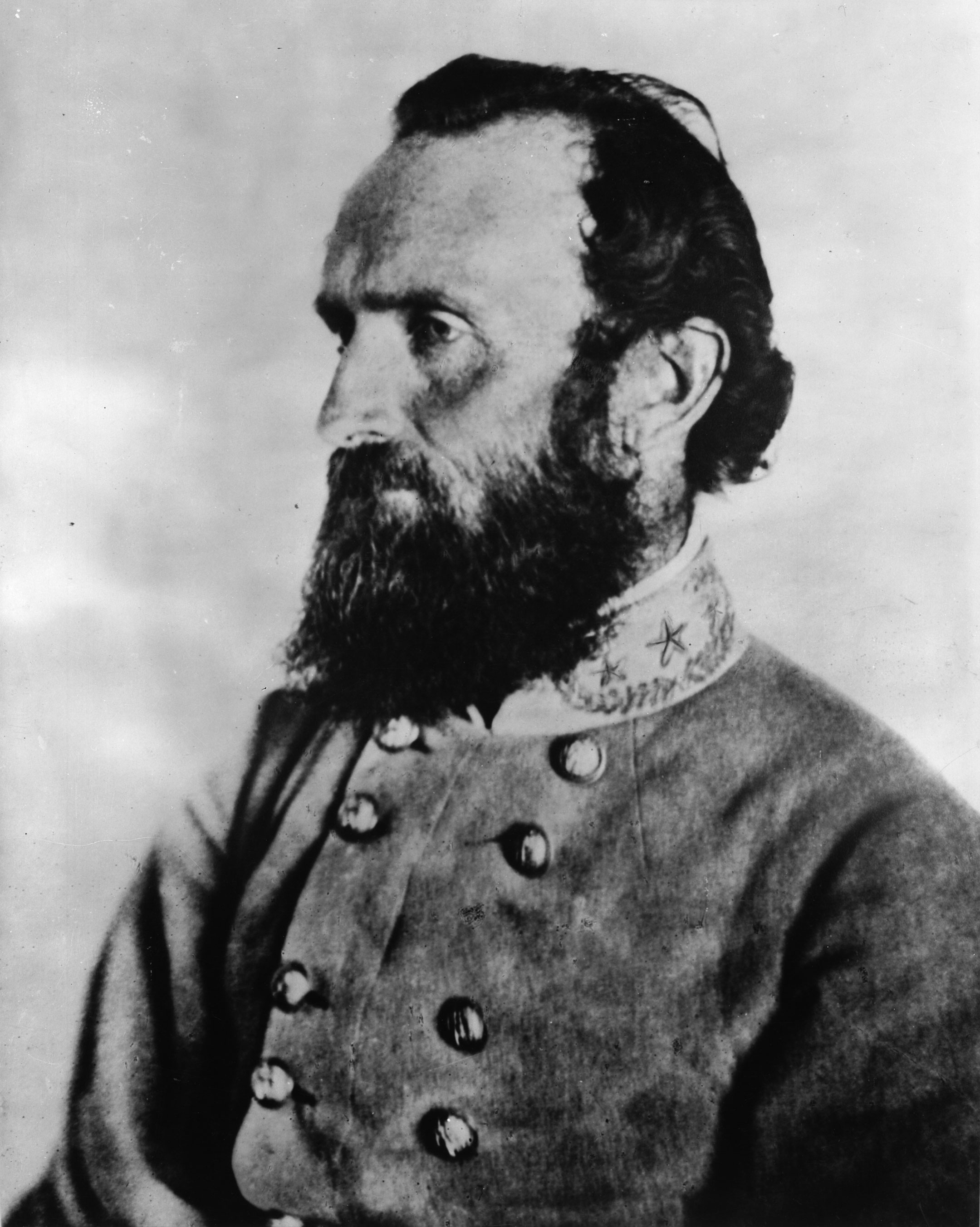
Thomas Jonathan Jackson

### Armée de Terre
L'armée des États confédérés est formée en février 1861. Elle porte un uniforme gris. Elle est dissoute après sa défaite, lors de la guerre de Sécession.

### Marine
La marine des États confédérés est formée le 21 février 1861. Elle est dissoute à la fin de la guerre de Sécession.

### Chefs militaires
Liste des leaders militaires de la Confédération :
- Robert Lee
- Albert Sidney Johnston
- Joseph E. Johnston
- Braxton Bragg
- P.G.T. Beauregard
- Richard Stoddert Ewell
- Samuel Cooper
- James Longstreet
- Thomas Jonathan Jackson
- John Hunt Morgan
- Ambrose Powell Hill
- John Bell Hood
- Wade Hampton III
- Nathan Bedford Forrest
- John Singleton Mosby
- James Ewell Brown Stuart
- Edward Porter Alexander
- Franklin Buchanan
- Raphael Semmes
- Josiah Tattnall
- Stand Watie
- Leonidas Polk
- Sterling Price
- Jubal Anderson Early
- Richard Taylor
- Lloyd J. Beall (en)
- William Lamb (en)
- Stephen Dodson Ramseur
- Camille de Polignac
- John Austin Wharton
- Thomas L. Rosser
- Patrick Cleburne
- John Daniel Imboden

## Démographie
Le recensement des États-Unis de 1860 donne un aperçu de la population des États ayant rejoint la confédération en 1860. Les chiffres excluent les populations amérindiennes non assimilées,. Le tableau ne reflète pas, à raison, la population du territoire de l'Arizona, qui n'existe pas au moment du recensement sous cette appellation. Ce territoire aux mains de l'armée des Confédérés dès les premiers mois de 1861 verra son périmètre défini en 1863, aux dépens de la surface du territoire du Nouveau-Mexique.
| État             | Population totale | Population libre | Population libre       | Population libre       | Population libre | Population libre | Esclaves  | Esclaves | Total de foyers |
| État             | Population totale | Total            | Possesseurs d’esclaves | Possesseurs d’esclaves | Noirs libres     | Amérindiens      | Esclaves  | Esclaves | Total de foyers |
| État             | Population totale | Total            | Nombre                 | %                      | Noirs libres     | Amérindiens      | Nombre    | %        | Total de foyers |
| ---------------- | ----------------- | ---------------- | ---------------------- | ---------------------- | ---------------- | ---------------- | --------- | -------- | --------------- |
| Alabama          | 964 201           | 529 121          | 33 730                 | 6 %                    | 2 690            | 160              | 435 080   | 45 %     | 96 603          |
| Arkansas         | 435 450           | 324 335          | 11 481                 | 4 %                    | 144              | 48               | 111 115   | 26 %     | 57 244          |
| Floride          | 140 424           | 78 679           | 5 152                  | 7 %                    | 932              | 1                | 61 745    | 44 %     | 15 090          |
| Géorgie          | 1 057 286         | 595 088          | 41 084                 | 7 %                    | 3 500            | 38               | 462 198   | 44 %     | 109 919         |
| Louisiane        | 708 002           | 376 276          | 22 033                 | 6 %                    | 18 647           | 173              | 331 726   | 47 %     | 74 725          |
| Mississippi      | 791 305           | 354 674          | 30 943                 | 9 %                    | 773              | 2                | 436 631   | 55 %     | 63 015          |
| Caroline du Nord | 992 622           | 661 563          | 34 658                 | 5 %                    | 30 463           | 1 158            | 331 059   | 33 %     | 125 090         |
| Caroline du Sud  | 703 708           | 301 302          | 26 701                 | 9 %                    | 9 914            | 88               | 402 406   | 57 %     | 58 642          |
| Tennessee        | 1 109 801         | 834 082          | 36 844                 | 4 %                    | 7 300            | 60               | 275 719   | 25 %     | 149 335         |
| Texas            | 604 215           | 421 649          | 21 878                 | 5 %                    | 355              | 403              | 182 566   | 30 %     | 76 781          |
| Virginie         | 1 596 318         | 1 105 453        | 52 128                 | 5 %                    | 58 042           | 112              | 490 865   | 31 %     | 201 523         |
| Total            | 9 103 332         | 5 582 222        | 316 632                | 6 %                    | 132 760          | 2 243            | 3 521 110 | 39 %     | 1 027 967       |

(Pour la Virginie, les chiffres englobent la future Virginie-Occidentale.)
| Pyramide des âges    | 0-14 ans | 15-59 ans | 60 ans et plus | Total |
| -------------------- | -------- | --------- | -------------- | ----- |
| Hommes blancs        | 43 %     | 52 %      | 4 %            |       |
| Femmes blanches      | 44 %     | 52 %      | 4 %            |       |
| Esclaves masculins   | 44 %     | 51 %      | 4 %            |       |
| Esclaves féminins    | 45 %     | 51 %      | 3 %            |       |
| Hommes noirs libres  | 45 %     | 50 %      | 5 %            |       |
| Femmes noires libres | 40 %     | 54 %      | 6 %            |       |
| Population totale    | 44 %     | 52 %      | 4 %            |       |

(Les sommes des lignes peuvent ne pas faire 100 % à cause des arrondis.)
En 1860, le territoire qui allait former les États confédérés d'Amérique (y compris la future Virginie-Occidentale) comprenait 132 760 (1,46 %) Afro-Américains affranchis. 49,2 % de la population totale étaient des hommes et 50,8 % des femmes (parmi les Blancs : 48,60 % d'hommes et 51,40 % de femmes ; parmi les esclaves : 50,15 % d'hommes et 49,85 de femmes ; parmi les noirs libres : 47,43 % d'hommes et 52,57 % de femmes).

### Esclavage et statistiques
Sur 8 millions de Blancs que comptait la totalité des États esclavagistes, 385 000 possédaient des esclaves, soit 4,8 % de la population.
Parmi ces 4,8 %, on peut noter les répartitions particulières suivantes :
- la moitié disposait de cinq esclaves ou moins ;
- 10 000 avaient plus de 50 esclaves ;
- 3 000 avaient plus de 100 esclaves sous leurs ordres[12].

Mais selon l'historien Adam Goodheart (en), ces chiffres ne reflètent pas la réalité de l'esclavage dans les États confédérés, car ils ne prennent en compte que les personnes qui sont légalement propriétaires d'esclaves. Ils omettent en effet les personnes qui profitaient du travail d'esclaves en tant que membre de la famille d'un propriétaire. Ainsi, si l'on se réfère au recensement de 1860, c'est près de 24,9 % des foyers des États du sud qui possédaient des esclaves.
Goodheart ajoute que ces chiffres pourraient être sous-estimés, car de nombreuses familles louaient le service d'esclaves et n'étaient en conséquence pas comptées parmi les propriétaires d'esclaves.

## Économie

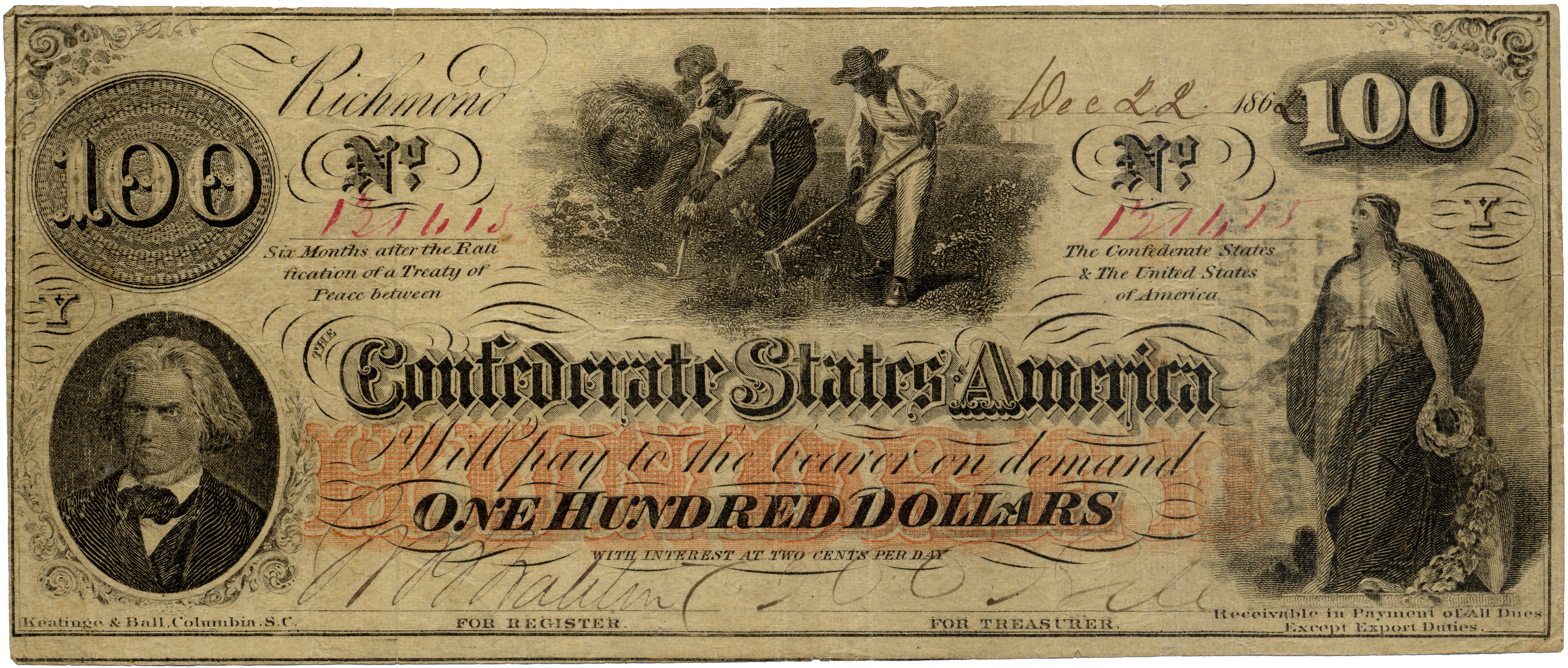
Un billet de banque confédéré de 100 dollars daté du 22 décembre 1862.

L'économie des États confédérés reposait principalement sur une société agraire et ses exportations de coton vers les États-Unis et l'Europe. Si le pays avait dû être classé en tant que nation indépendante, il eût été le quatrième pays le plus riche au monde en 1860. Le Sud était libre-échangiste, au contraire du Nord, qui appliquait des taxes très protectionnistes.
L'industrie était faible comparé aux États de l'Union, les seuls centres sidérurgiques d'importance étant le Tredegar Iron Works à Richmond (Virginie) (au 3e rang national en 1860) et la Bellona Foundry (en) de Midlothian (Virginie).
Les exportations de coton chutèrent de 95 % après le blocus des ports sudistes par l'Union en 1861 (conduisant à doubler le prix du coton en France, pays avec lequel les Confédérés réalisaient une certaine partie de leur commerce), et le Sud dut se restructurer afin de se consacrer à la production alimentaire et la production de munitions. L'inflation explosa pendant la guerre, menant à la faillite des banques.
En 1865, à la fin de la guerre de Sécession, l'économie sudiste était en lambeaux.

## Drapeaux

### Drapeaux nationaux

Le Stars and Bars à sept étoiles (mars-mai 1861).
Le Stars and Bars à neuf étoiles (mai-juillet 1861).
Le Stars and Bars à onze étoiles (juillet-novembre 1861).
Le Stars and Bars à treize étoiles (novembre 1861-1863).
La Stainless Banner (1863-1865).
La Blood-Stained Banner (1865).

### Autres drapeaux

Bonnie Blue Flag (1861, non officiel).
Drapeau des États confédérés (1861-1865).
Pavillon de beaupré (1861-1863).
Pavillon de beaupré (1863-1865).